# Wiener Wahnsinn
Wiener Wahnsinn ist eine österreichische Rock-Band aus Wien, die 1999 in Wien-Aspern gegründet worden ist.

## Bandgeschichte
Die Band besteht aus den Musikern Martin „Soberl“ Sobotka (Gitarre, Gesang), Leo Luca „Romeo“ Bei (Gitarre, Gesang), Christian „Chris“ Bräuer (Bass), Martin „Sheriff“ Neuhold (Keyboard) und Christian „Chrisu“ Kisling (Schlagzeug). Manfred „Mauni“ Blach (Gesang, Gitarre, Mundharmonika), ebenfalls Gründungsmitglied der Band, stieg 2012 aus.
Bis auf Romeo sind die Musiker alle in der Donaustadt aufgewachsen. Diesem Bezirk wurde das Lied Donaustadt gewidmet.
Ihr Debütalbum Voll Ume wurde von Leo Bei produziert und im Oktober 2015 vom österreichischen Label Kultband-Records veröffentlicht. Parallel ging die Band auf Österreich-Tournee.
Im März 2018 erschien das von Alexander Kahr produzierte zweite Album Gar ned so deppert. Es erreichte Platz 4 in den österreichischen Alben-Charts. Die ausgekoppelte Single Stoiz thematisiert die Biographie der Band.

## Diskografie

### Alben
- 2015: Voll Ume (Kultband-Records)
- 2018: Gar ned so deppert (Kultband-Records / Sony Music Austria)
- 2022: Doppelt oder Nix (Kultband-Records / Sony Music Austria)

### Singles
- 2016: Du und i - Daham is am scheensten
- 2017: Deppert sein
- 2017: Vienna Capitals: Unsere Foabn (Hallen Mix)
- 2018: Stoiz
- 2018: Lebensfeuer (Radio Edit)
- 2019: Zwinker i dem Leben zua (Radio Edit)
- 2019: Alles leiwand (Radio Edit)
- 2020: Mama
- 2021: Fiass im Sand
- 2022: Bitte bleib
- 2022: Die Foahrt
- 2022: Ned gscheit aber geil